# Liste der Monuments historiques in Antilly (Moselle)
Die Liste der Monuments historiques in Antilly führt die Monuments historiques in der französischen Gemeinde Antilly auf.

## Liste der Bauwerke
| Bezeichnung    | Beschreibung                                                                            | Standort                  | Kennzeichnung | Schutzstatus | Datum | Bild |
| -------------- | --------------------------------------------------------------------------------------- | ------------------------- | ------------- | ------------ | ----- | ---- |
| Château de Buy | Umfassungsmauer der Niederungsburg mit vier Ecktürmen, Brunnen, 16. und 17. Jahrhundert | westlich des Ortes (Lage) | PA57000007    | Inscrit      | 1997  |      |